# Journal of Histochemistry and Cytochemistry
Journal of Histochemistry and Cytochemistry is een internationaal, aan collegiale toetsing onderworpen wetenschappelijk tijdschrift op het gebied van de celbiologie. De naam wordt in literatuurverwijzingen meestal afgekort tot J. Histochem. Cytochem. Het wordt uitgegeven door SAGE Publications namens de Histochemical Society en verschijnt maandelijks. Het eerste nummer verscheen in 1953.